# Giovanni I di Nassau-Weilburg
Giovanni I di Nassau-Weilburg (1309 – 20 settembre 1371) fu Conte di Nassau a Weilburg dal 1355 al 1371.
Egli era figlio del Conte Gerlach I di Nassau-Wiesbaden e di Agnese d'Assia.

## Famiglia e figli
Egli si sposò due volte. La prima, nel 1333, con Gertrude di Merenberg (m. 1350), erede di Merenberg e Gleiberg. In seconde nozze si sposò nel 1353 con Giovanna di Saarbrücken. Giovanni I ebbe i seguenti eredi:
1. Giovanni (m. 6 ottobre 1365).
2. Filippo
3. Giovanna (1362–1º gennaio 1383), sposò nel 1377 il Langravio Ermanno II d'Assia.
4. Giovannetta (m. 6 ottobre 1365).
5. Agnese (m. 1401), sposò nel 1382 il Conte Simone III Wecker di Zweibrücken-Bitsch.
6. Schonette (m. 25 aprile 1436), sposò:
  1. il 30 giugno 1384 Enrico X di Homburg;
  2. nel 1414 il Duca Ottone di Braunschweig-Grubenhagen.
7. Margherita (m. 22 gennaio 1427), sposò c.1393 il Conte Federico III di Veldenz.

## Ascendenza
|                               |                  |                               | Genitori                     |  |  | Nonni |  |  | Bisnonni               |  |  | Trisnonni           |  |
|                               |                  |                               |                              |  |  |       |  |  | Valderamo II di Nassau |  |  | Enrico II di Nassau |  |
|                               |                  |                               |                              |  |  |       |  |  | Valderamo II di Nassau |  |  | Enrico II di Nassau |  |
|                               |                  | Matilde di Gheldria           |                              |  |  |       |  |  | Valderamo II di Nassau |  |  |                     |  |
| Adolfo di Nassau              |                  |                               |                              |  |  |       |  |  | Valderamo II di Nassau |  |  |                     |  |
|                               |                  | Adelaide di Katzenelnbogen    | Diether IV di Katzenelnbogen |  |  |       |  |  |                        |  |  |                     |  |
|                               |                  | Adelaide di Katzenelnbogen    | Diether IV di Katzenelnbogen |  |  |       |  |  |                        |  |  |                     |  |
|                               |                  | Adelaide di Katzenelnbogen    | …                            |  |  |       |  |  |                        |  |  |                     |  |
| Gerlach I di Nassau-Wiesbaden |                  | Adelaide di Katzenelnbogen    |                              |  |  |       |  |  |                        |  |  |                     |  |
|                               |                  | Gerlach I di Isenburg-Limburg | …                            |  |  |       |  |  |                        |  |  |                     |  |
|                               |                  | Gerlach I di Isenburg-Limburg | …                            |  |  |       |  |  |                        |  |  |                     |  |
|                               |                  | Gerlach I di Isenburg-Limburg | …                            |  |  |       |  |  |                        |  |  |                     |  |
| Imagina di Isenburg-Limburg   |                  | Gerlach I di Isenburg-Limburg |                              |  |  |       |  |  |                        |  |  |                     |  |
|                               |                  | Imagina di Blieskastel        | …                            |  |  |       |  |  |                        |  |  |                     |  |
|                               |                  | Imagina di Blieskastel        | …                            |  |  |       |  |  |                        |  |  |                     |  |
|                               |                  | Imagina di Blieskastel        | …                            |  |  |       |  |  |                        |  |  |                     |  |
| Giovanni I di Nassau-Weilburg |                  | Imagina di Blieskastel        |                              |  |  |       |  |  |                        |  |  |                     |  |
|                               | Enrico I d'Assia | Enrico II di Brabante         |                              |  |  |       |  |  |                        |  |  |                     |  |
|                               | Enrico I d'Assia | Enrico II di Brabante         |                              |  |  |       |  |  |                        |  |  |                     |  |
|                               | Enrico I d'Assia | Sofia di Turingia             |                              |  |  |       |  |  |                        |  |  |                     |  |
| Enrico d'Assia                | Enrico I d'Assia |                               |                              |  |  |       |  |  |                        |  |  |                     |  |
|                               |                  | Adelaide di Braunschweig      | …                            |  |  |       |  |  |                        |  |  |                     |  |
|                               |                  | Adelaide di Braunschweig      | …                            |  |  |       |  |  |                        |  |  |                     |  |
|                               |                  | Adelaide di Braunschweig      | …                            |  |  |       |  |  |                        |  |  |                     |  |
| Agnese d'Assia                |                  | Adelaide di Braunschweig      |                              |  |  |       |  |  |                        |  |  |                     |  |
|                               |                  | Ludovico II del Palatinato    | Ottone II di Baviera         |  |  |       |  |  |                        |  |  |                     |  |
|                               |                  | Ludovico II del Palatinato    | Ottone II di Baviera         |  |  |       |  |  |                        |  |  |                     |  |
|                               |                  | Ludovico II del Palatinato    | Agnese del Palatinato        |  |  |       |  |  |                        |  |  |                     |  |
| Agnese di Baviera             |                  | Ludovico II del Palatinato    |                              |  |  |       |  |  |                        |  |  |                     |  |
|                               |                  | Matilde d'Asburgo             | Rodolfo I d'Asburgo          |  |  |       |  |  |                        |  |  |                     |  |
|                               |                  | Matilde d'Asburgo             | Rodolfo I d'Asburgo          |  |  |       |  |  |                        |  |  |                     |  |
|                               |                  | Matilde d'Asburgo             | Gertrude di Hohenberg        |  |  |       |  |  |                        |  |  |                     |  |
|                               |                  | Matilde d'Asburgo             |                              |  |  |       |  |  |                        |  |  |                     |  |